# Ise Monogatari

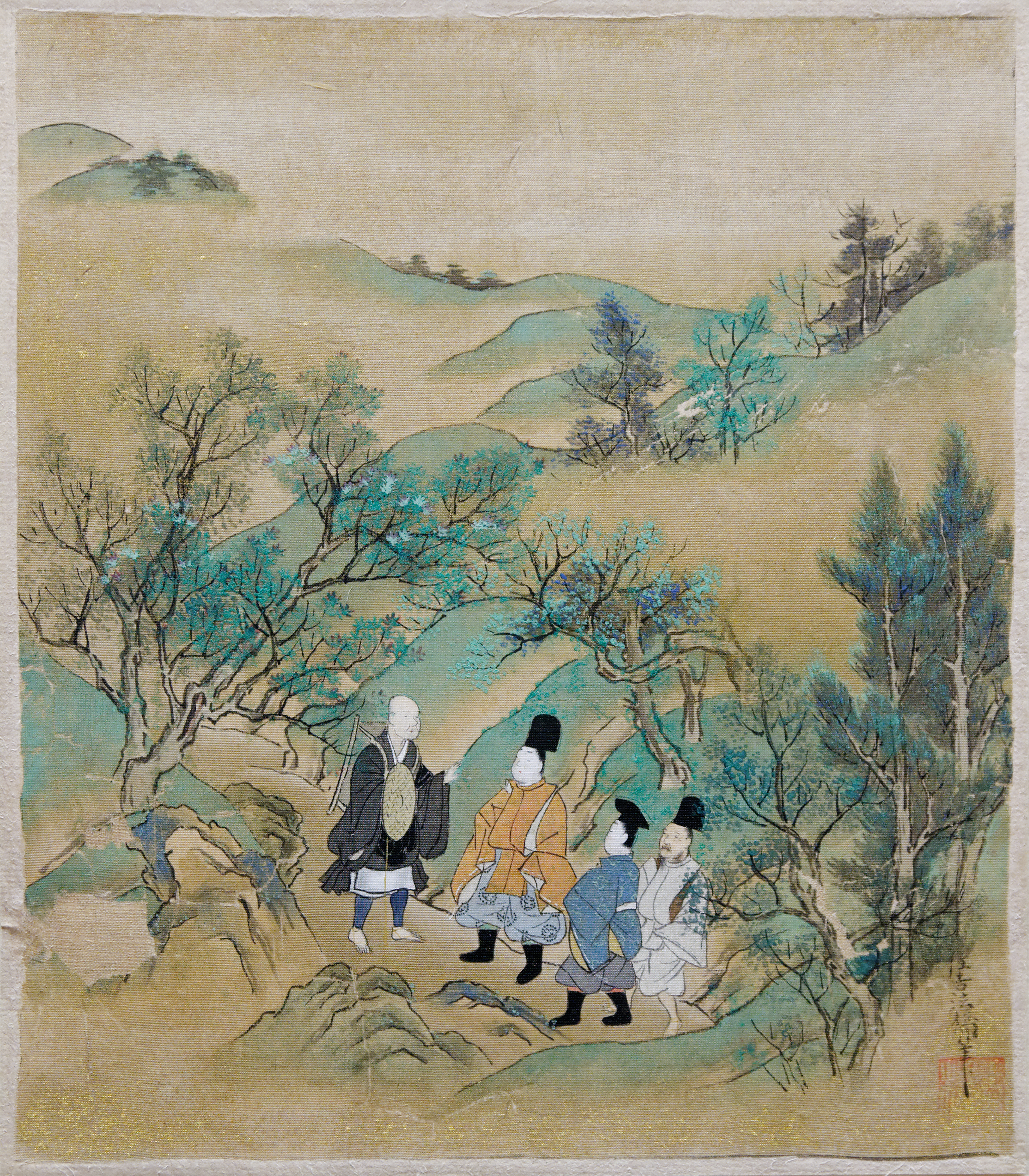
Aus der Episode 9 (gemalt von Sumiyoshi Jokei (British Museum))

Das Ise Monogatari (japanisch 伊勢物語, dt. „Ise-Geschichten“) ist eine frühe romantische Erzählung (Monogatari), entstanden in der Mitte des 10. Jahrhunderts in Japan.

## Überblick
Das Ise Monogatari ist eine Textsammlung aus der Mitte des 10. Jahrhunderts von rund 125 kurzen lyrischen Episoden (der Umfang reicht je nach Textvariante von 110 bis 140 Episoden), die Prosa und lyrische Elemente eines unbekannten Autors verbindet. Es ist das älteste Beispiel eines uta monogatari, also einer Sammlung kurzer Erzählungen, gestaltet um ein Gedicht oder mehrere Gedichte herum. Die Kenntnis des Ise Monogatari und des Kokinshū gehörte zum Wissen japanischer Adeliger in der späten Heian-Zeit.
Lange nahm man an, das Ise Monogatari basiere auf der Liedersammlung Narihira kashū des Dichters Ariwara no Narihira aus dem 9. Jahrhundert. Es enthält auf jeden Fall zusätzliches Material aus anderen Quellen und volkstümlichen Traditionen, die sich mit dem Text zu einem organischen Ganzen verbinden. – Die Theorie, dass Narihira der Autor ist, wird zwar nicht länger akzeptiert, aber in gewissem Maße macht der Text den Eindruck, dass er eine Art Biografie des berühmten Dichters ist, in der seine Liebesabenteuer im Mittelpunkt stehen. – Das verlässlichste Manuskript ist das mit dem Titel Den Tameie hitsuhon (伝為家筆本) im Besitz der Bibliothek der Tenri-Glaubensgemeinschaft, eine der drei Versionen, die sich von einer handschriftlichen Kopie, angefertigt von Fujiwara no Sadaie, ableiteten lassen.
Das Ise Monogatari übte einen großen Einfluss aus auf die spätere japanische Literatur. Der erste Teil des Yamato Monogatari besteht aus kurzen Geschichten um Gedichte herum, ähnlich wie beim Ise Monogatari, von dem es Material benutzte. Andere bedeutende Monogatari, die beeinflusst wurden, sind das Utsubo Monogatari, das Genji Monogatari und das Konjaku Monogatari. Auch vier Nō-Dramen sind vom Ise Monogatari inspiriert: Unrin’in (雲林院), Kakitsubata (杜若), Izutsu (井筒) und Oshio (小盬). – In der Edo-Zeit verfassten verschiedene Autoren scherzhafte Nachahmungen, wie zum Beispiel das Nise Monogatari (偽物語), also die „Imitierende Erzählung“, die Karasumaru Mitsuhiro (1579–1638) zugeschrieben wird.
Es wurden Bildrollen (emakimono) hergestellt, die verschiedene Episoden der Geschichte abbilden. Zu Beginn der Edo-Zeit erschien eine große Zahl gedruckter illustrierte Ausgaben. Ein besonders schöne Ausgabe von Bildern, die sich auf die Erzählung beziehen, wurde von Tawaraya Sotatsu hergestellt.

## Aus der Handlung
Eine bekannte Szene, ein Zwischenspiel in der 9. Episode, beschreibt die Hauptfigur, unter anderem an einem achtmal zickzack-gewinkelten Steg, einer Yatsuhashi, über das berühmte Schwertlilien-Sumpfland in der Provinz Mikawa, sinnend ausruhend. Erinnerung an die verlassene Hauptstadt als Ort der Gesellschaft und Kultur, die Sehnsucht nach der verlorenen Liebe und die Schönheit der umgebenden Natur prägen diese Szene.
So ist es verständlich, dass die bildende Kunst und das Kunsthandwerk sich gerade dieser Szene in vielen Varianten angenommen hat.

## Bilder

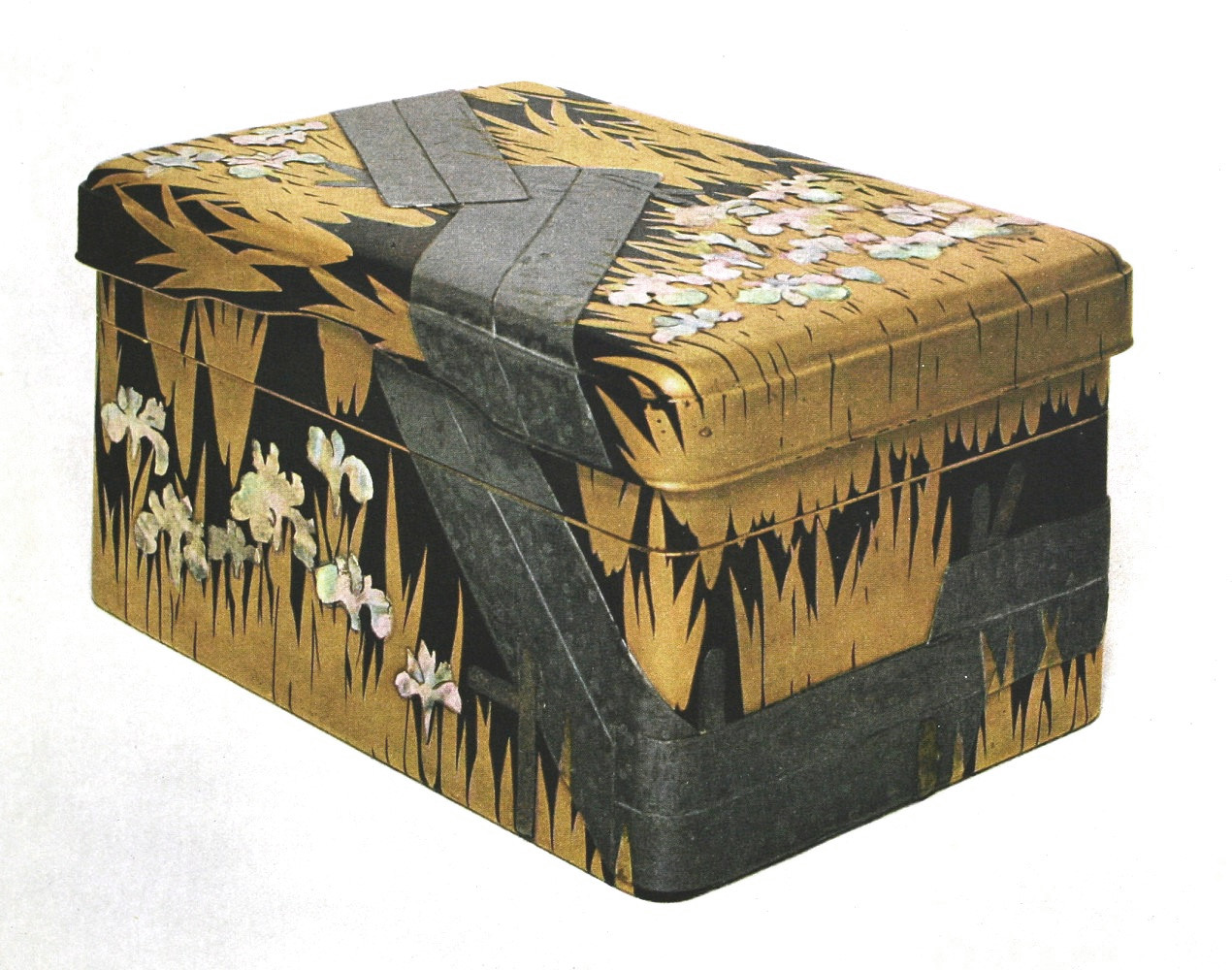
Schreibkasten (Ogata Kōrin)
„Schwertlilien“ (Nezu-Museum), rechter Schirm eines Stellschirm-Paares, (Kōrin)
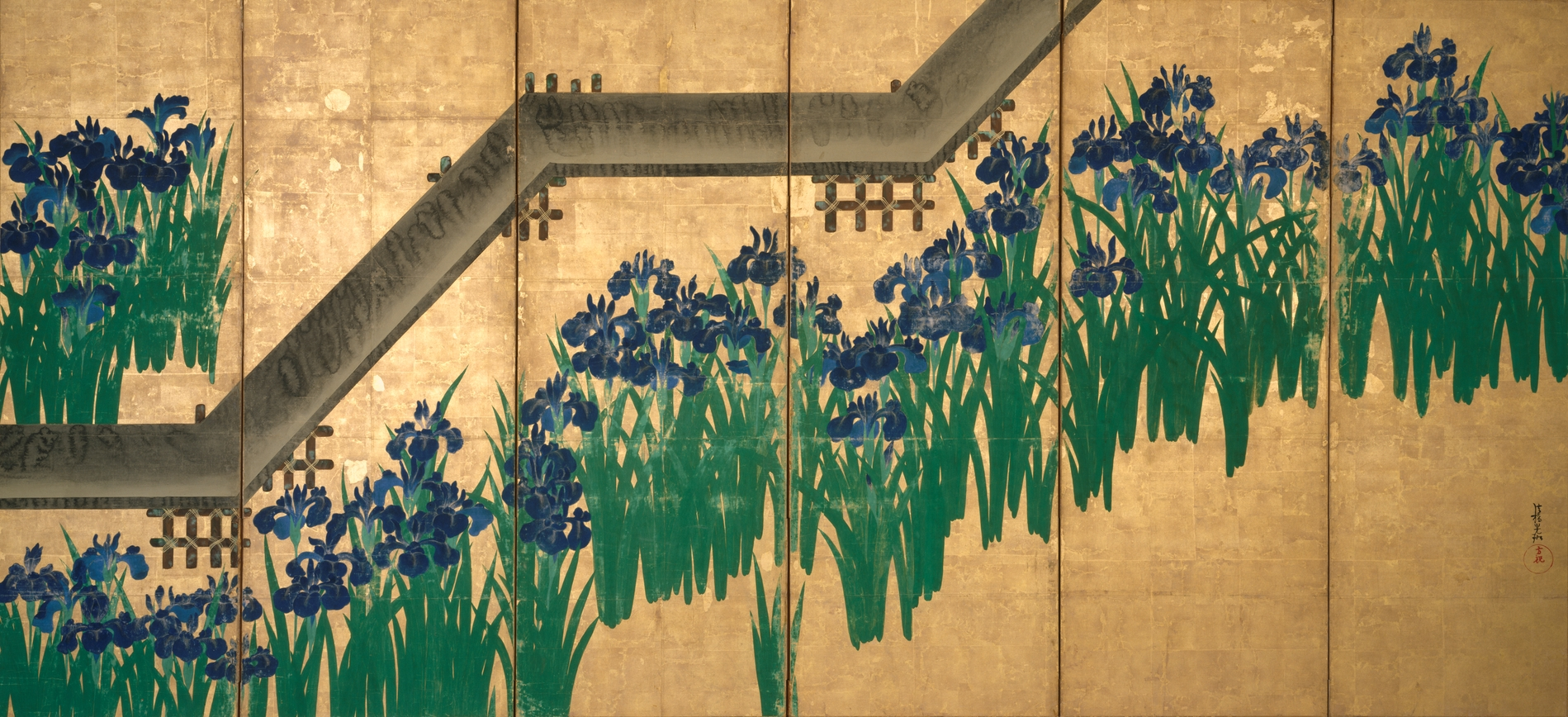
„Schwertlilien“ (Metropolitan Museum of Art), rechter Schirm eines Stellschirm-Paares, (Kōrin)
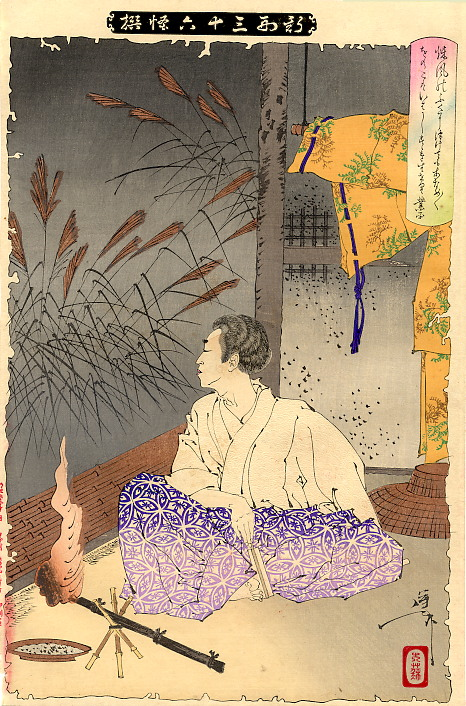
Ariwara no Narihira (Yoshitoshi)
Ise Monogatari Paravent von Matabei School c1625 Teil 1
Ise Monogatari Paravent von Matabei School c1650 Teil 2